# Cyclomia sanata
Cyclomia sanata là một loài bướm đêm trong họ Geometridae.